# Марсел Немска
Марсел Форнѐ-Немска (на френски: Marcelle Forney-Nemska) е швейцарска пианистка и художничка, живяла и творила в България.

## Биография
Родена е през 1908 г. в Женева, Швейцария, потомка на известния в града род Дьо Тавел. Неин съпруг е българският педиатър д-р Борис Немски, с когото се запознават в Женева. Двамата имат син - Делчо Немски. През 1934 година Форне-Немска се мести в София, където от 1939 до 1942 г. ръководи студентски хор, а по-късно и дамския състав на Българската хорова капела „Светослав Обретенов“ – „Канто а капела“. През 1939 г. завършва специалност пиано в Женевската консерватория, а след това специалност декорация и живопис в Академия за изящни изкуства. Специализирала е пиано три години в Париж. След 9 септември 1944 година ѝ е наложена забрана да напуска страната, като едва през 1959 година ѝ е позволено да замине за Швейцария. Изключена е от Съюза на българските художници и не ѝ е позволено да преподава в Българската държавна консенватория.
В периода 1956 – 1994 г. прави няколко самостоятелни изложби в България и Швейцария. Като пианист акомпанира на Борис Христов, работи заедно с Михаил Попов. Семейни приятели на нея и мъжа ѝ са Боян Икономов, акад. Марин Големинов, Сирак Скитник. Марсел Форне-Немска умира през 1997 г. в София.
Личният ѝ архив се съхранява във фонд 2009К в Централен държавен архив. Той се състои от 69 архивни единици от периода 1912 – 1993 г.